# La Última Cena en el arte cristiano

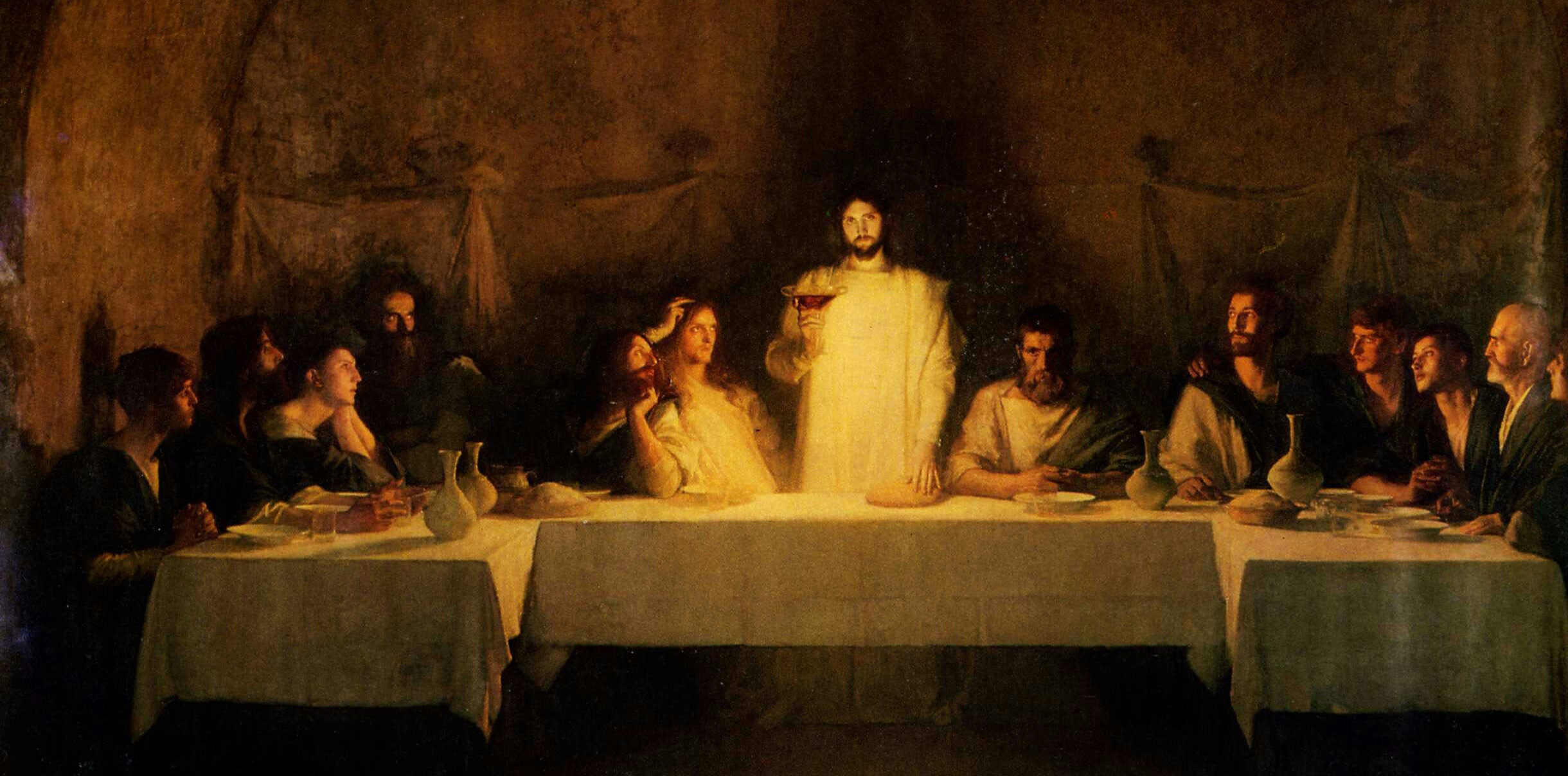
La Última Cena, por Dagnan-Bouveret, 1896

La Última Cena de Jesús y los Doce Apóstoles ha sido un tema popular en el arte cristiano, a menudo como parte de un ciclo que muestra la Vida de Cristo.  Las representaciones de la Última Cena en el arte cristiano se remontan al cristianismo primitivo y pueden verse en las catacumbas de Roma.
La Última Cena fue representada tanto en la iglesias Orientales como en las Occidentales. Para el Renacimiento, era un tema favorito en el arte italiano. También fue uno de los pocos temas que se continuaron en los retablos luteranos durante algunas décadas después de la Reforma protestante.
Hay dos escenas principales que se muestran en las representaciones de la Última Cena: el dramático anuncio de la traición a Jesús, y la institución de la Eucaristía.  Después de la cena también se representan a veces las escenas posteriores de Jesús  lavando los pies de los apóstoles y el despedida de Jesús a sus discípulos.

## Contexto

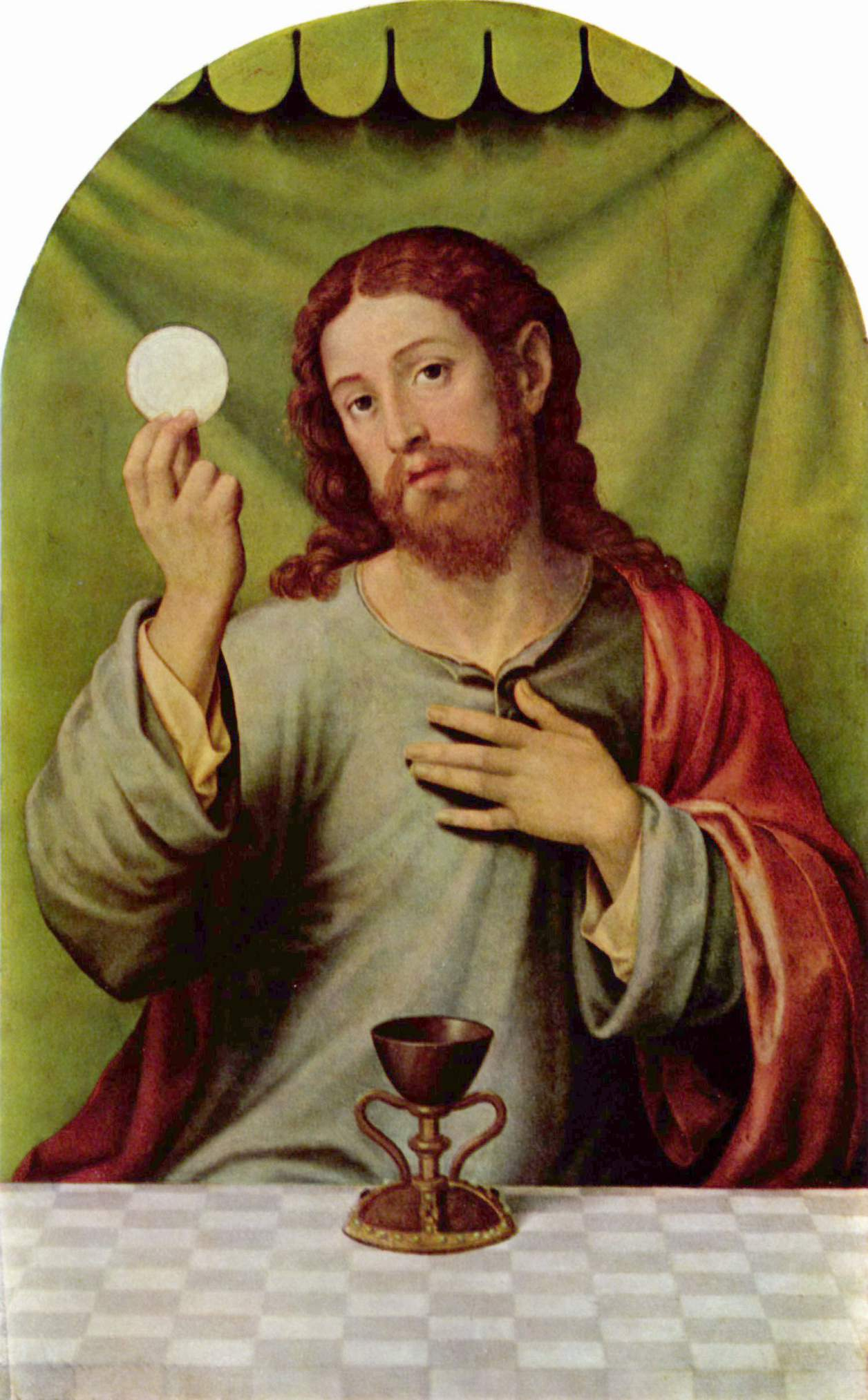
Jesús con la Eucaristía (detalle), por Juan de Juanes, mediados-finales del siglo XVI

La primera referencia escrita que se conoce de la Última Cena se encuentra en la Primera Epístola a los Corintios de Pablo (11:23-26), que data de mediados del siglo I, entre el 54 y el 55 d. C. La Última Cena fue probablemente una narración de los acontecimientos de la última cena de Jesús entre la comunidad cristiana primitiva, y se convirtió en un ritual que hacía referencia a esa cena. Las primeras representaciones de estas comidas aparecen en los frescos de la Catacumba de Roma, donde se representan figuras reclinadas alrededor de mesas semicirculares. A pesar del asentimiento casi unánime, de la historicidad de las pruebas, un solitario erudito comenta que "El motivo de la última cena no aparece ni entre las pinturas de las catacumbas ni en las esculturas de los sarcófagos... Los pocos frescos de las catacumbas que representan una comida en la que participan Cristo y algunos de los discípulos no muestran la Última Cena, sino que se refieren a la futura comida prometida por el Cristo exaltado en su reino celestial", considerando que el tema comenzó a representarse en el siglo VI.
Un caso más claro es el mosaico de la iglesia de Sant' Apollinare Nuovo en Rávena, Italia, donde una escena similar de la comida forma parte de un ciclo que representa la vida de Jesús e implica una clara representación de él y sus discípulos.
Los artistas bizantinos a veces utilizaban mesas semicirculares en sus representaciones, pero lo más frecuente es que se centraran en la Comunión de los Apóstoles, más que en las figuras reclinadas comiendo. La Última Cena fue también uno de los pocos temas que se continuaron en los luteranos retablos durante algunas décadas después de la Reforma Protestante, mostrando a veces retratos de destacados teólogos protestantes como los apóstoles.
En el Renacimiento, la Última Cena era un tema favorito en el arte italiano, especialmente en el refectorios de los monasterios. Estas representaciones solían representar las reacciones de los discípulos ante el anuncio de la traición de Jesús. La mayoría de las representaciones italianas utilizan una mesa oblonga, y no semicircular, y a veces Judas se muestra solo agarrando su bolsa de dinero.

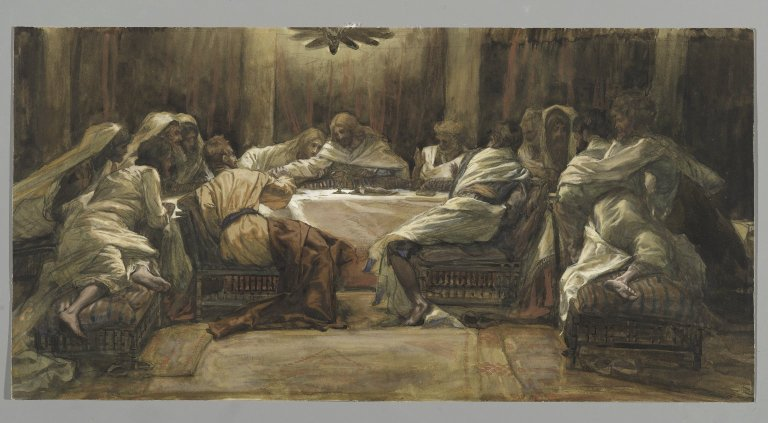
La última cena de James Tissot, entre 1886 y 1894. Tissot muestra a los Apóstoles tal y como probablemente estaban comiendo la cena, en sofás, como era la costumbre de la época.

Con una mesa oblonga, el artista tuvo que decidir si mostrar a los apóstoles en ambos lados, de modo que algunos se vieran desde atrás, o todos en un lado de la mesa de cara al espectador.  A veces, sólo Judas está en el lado más cercano al espectador, lo que permite ver la bolsa. La colocación a ambos lados se complicó aún más cuando el halos era obligatorio; ¿debía colocarse el halo como si estuviera delante de los rostros de los apóstoles que miraban hacia atrás, o como si estuviera fijado en la parte posterior de su cabeza, oscureciendo la vista? Duccio, con audacia para la época, sólo omite los halos de los apóstoles más cercanos al espectador.  A medida que los artistas se interesaban cada vez más por el realismo y la representación del espacio, el escenario interior de tres lados se mostraba más claramente y se elaboraba, a veces con una vista del paisaje detrás, como en las pinturas murales de Leonardo da Vinci y Perugino. Los artistas que mostraban la escena en un techo o en un  relieve escultórico tenían más dificultades para idear una composición.
Normalmente, los únicos apóstoles fácilmente identificables son Judas, a menudo con su bolsa que contiene treinta piezas de plata visible, Juan el Evangelista, normalmente colocado a la derecha de Jesús, normalmente "recostado en el pecho de Jesús", como dice su Evangelio (véase más adelante), o incluso dormido, y San Pedro a la izquierda de Jesús. La comida en la mesa suele incluir un cordero pascual; en las versiones tardoantiguas y bizantinas el pescado era el plato principal. En obras posteriores el pan puede parecerse más a un forma para la comunión, y aparecen más alimentos, comidas y figuras de servidores.

## Escenas principales
Hay dos episodios o momentos principales representados en las escenas de la Última Cena, cada uno con variantes específicas. También hay otras escenas representadas con menos frecuencia, como el lavatorio de los pies de los discípulos.

### La traición

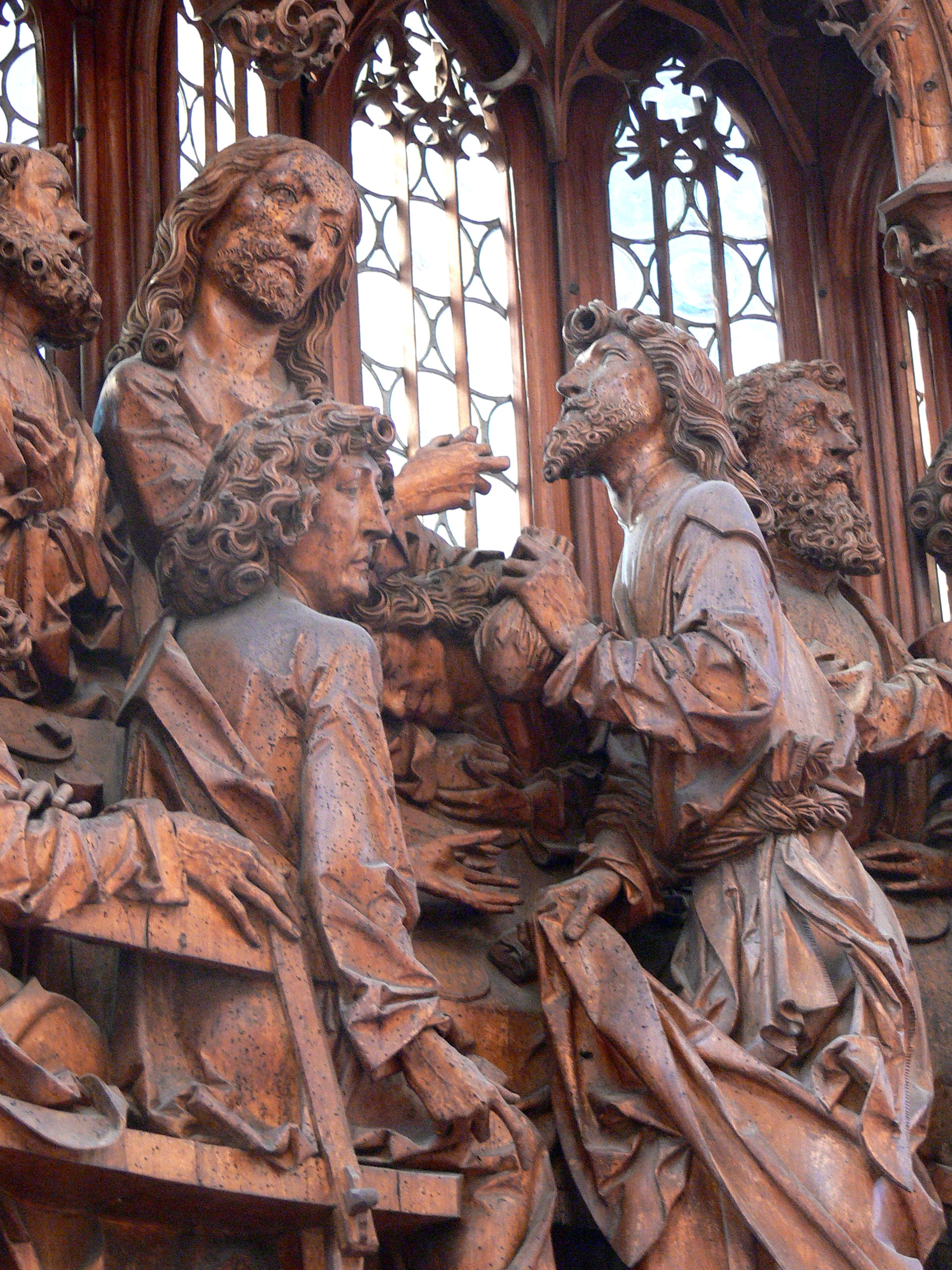
Jesús entrega a Judas la sopa, Tilman Riemenschneider, Altar de la Santa Sangre, Rothenburg ob der Tauber, 1501-05

El primer episodio, el más común en el arte medieval occidental, es el dramático y dinámico momento en que Jesús predice su traición. En él, las diversas reacciones producidas por los Apóstoles y las representaciones de sus emociones proporcionan un rico tema de exploración artística, siguiendo el texto del capítulo 13 del Evangelio de Juan (21-29, un "soplo" es un trozo de pan mojado en salsa o vino):
 Habiendo dicho esto, Jesús se turbó en el espíritu, y testificó diciendo: En verdad, en verdad os digo que uno de vosotros me va a entregar.
22 Los discípulos se miraban unos a otros, dudando de quién hablaba.
23 Estaba a la mesa reclinado en el seno de Jesús uno de sus discípulos, a quien Jesús amaba.
24 Entonces Simón Pedro le hizo señas y le dijo: Dinos quién es el que habla.
25 Él, recostado como estaba sobre el pecho de Jesús, le dice: Señor, ¿quién es?
26 Respondió Jesús: Es aquel por quien mojaré el caldo y se lo daré. Y mojando el pan, lo toma y se lo da a Judas, hijo de Simón Iscariote.
27 Y después del soplo, entró en él Satanás. Entonces Jesús le dijo: Lo que haces, hazlo pronto.
28 Y ninguno de los presentes en la mesa sabía con qué intención le decía esto.
29 Porque algunos pensaron, porque Judas tenía la bolsa, que Jesús le había dicho: Compra lo que necesitamos para la fiesta, o que diera algo a los pobres.

30 El, pues, habiendo recibido el soplo, salió en seguida; y era de noche.
Especialmente en las representaciones orientales, Judas puede ser identificado sólo porque está extendiendo su mano para la comida, ya que los otros apóstoles se sientan con las manos fuera de la vista, o porque carece de un halo. En Occidente suele ser pelirrojo.  A veces Judas toma el soplo en su boca directamente de la mano de Jesús, y cuando se le muestra comiéndolo puede aparecer un pequeño demonio al lado o sobre él. La escena de la traición también puede combinarse con los otros episodios de la comida, a veces con una segunda figura de Cristo lavando los pies de Pedro.

## La eucaristía
La segunda escena muestra la institución de la Eucaristía, que puede mostrarse como el momento de la  consagración del pan y el vino, con todos todavía sentados, o su distribución en la primera  Santa Comunión, conocida técnicamente en la historia del arte como la Comunión de los Apóstoles (aunque en las representaciones situadas en la mesa no suele hacerse la distinción), que es común en representaciones muy tempranas y en todo el arte bizantino, y en Occidente reaparece a partir del siglo XIV. Las representaciones de ambas escenas son generalmente solemnes y místicas; en esta última Jesús puede estar de pie y entrega el pan y el vino de la comunión a cada apóstol, como un sacerdote que da el sacramento de la Santa Cena.  En las representaciones primitivas y ortodoxas orientales los apóstoles pueden hacer cola para recibirla, como si estuvieran en una iglesia, con Jesús de pie bajo o junto a un ciborio, la pequeña estructura abierta sobre el altar, que era mucho más común en las iglesias de la Alta Edad Media.  Un ejemplo de este tipo se encuentra en el mosaico del ábside de la Catedral de Santa Sofía (Kiev), bajo una Virgen muy grande de pie.

Representaciones de la Eucaristía
Retablo mayor de la iglesia parroquial de Corpus Christi en Għasri, en MaltaRetablo mayor de la iglesia parroquial de Corpus Christi en Għasri, en Malta
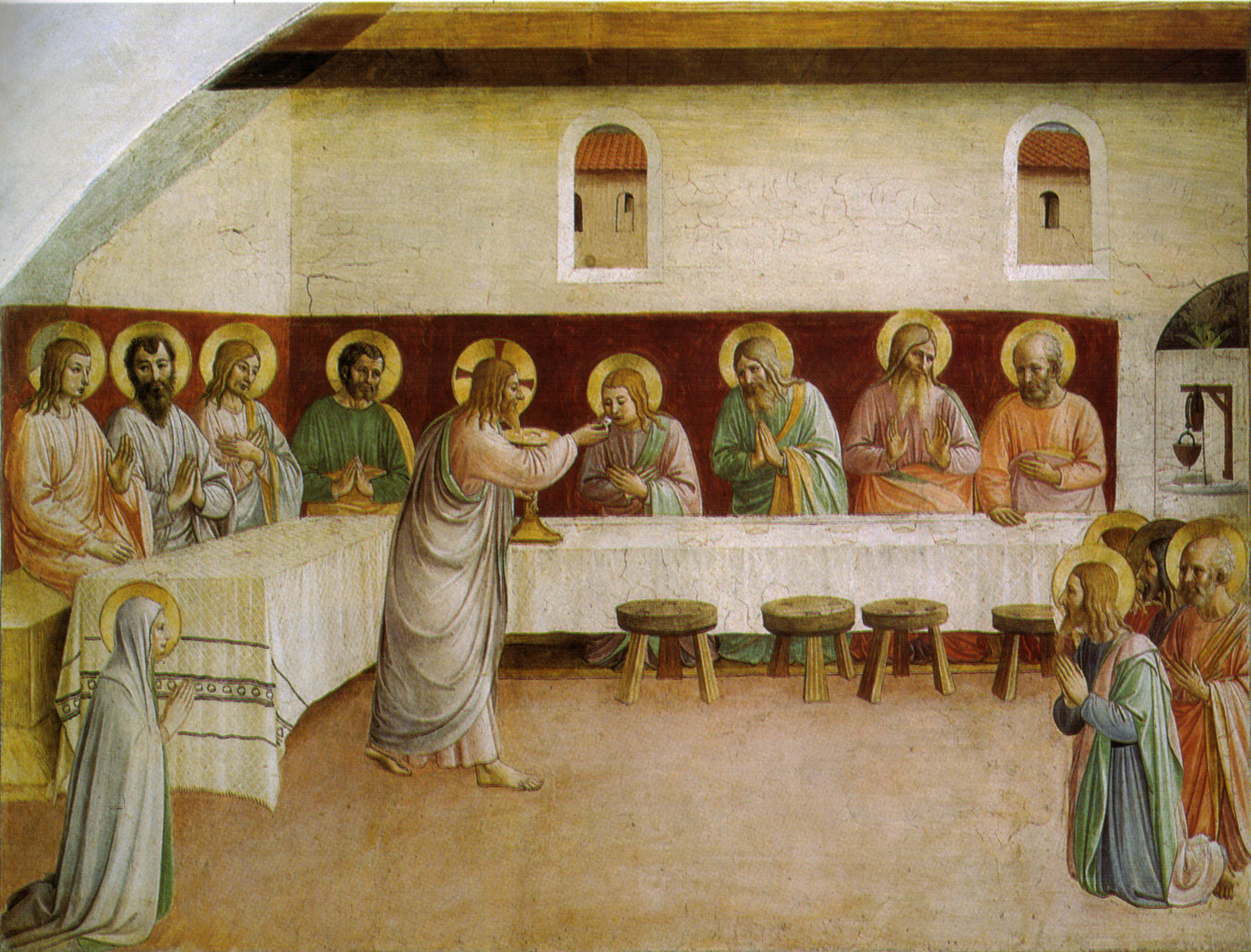
Comunión de los Apóstoles , de Fray Angelico, con retrato del donante, 1440–4
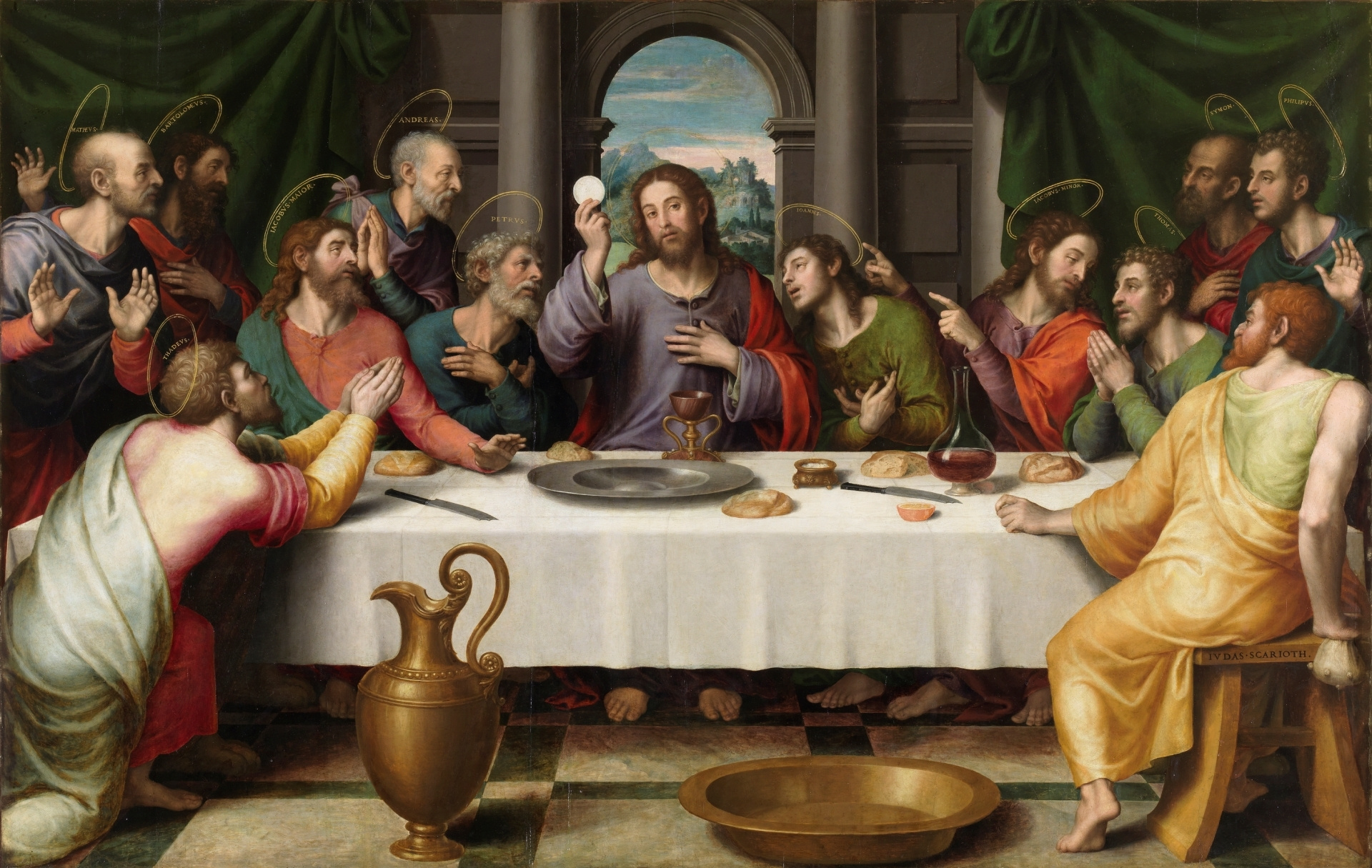
La primera Eucaristía , por Juan de Juanes , mediados del siglo XVI
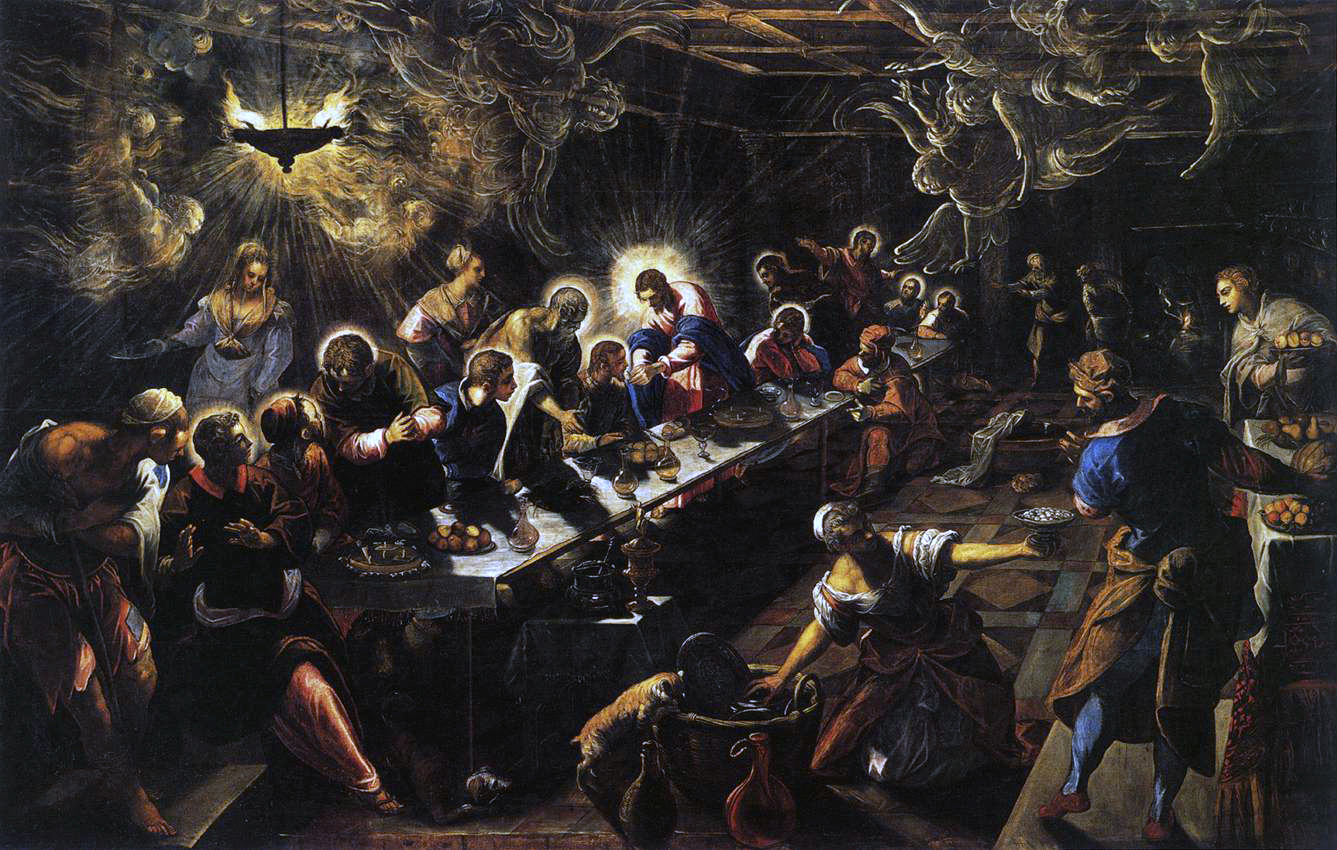
Tintoretto, Última Cena, 1592-1594, mostrando la Comunión de los Apóstoles
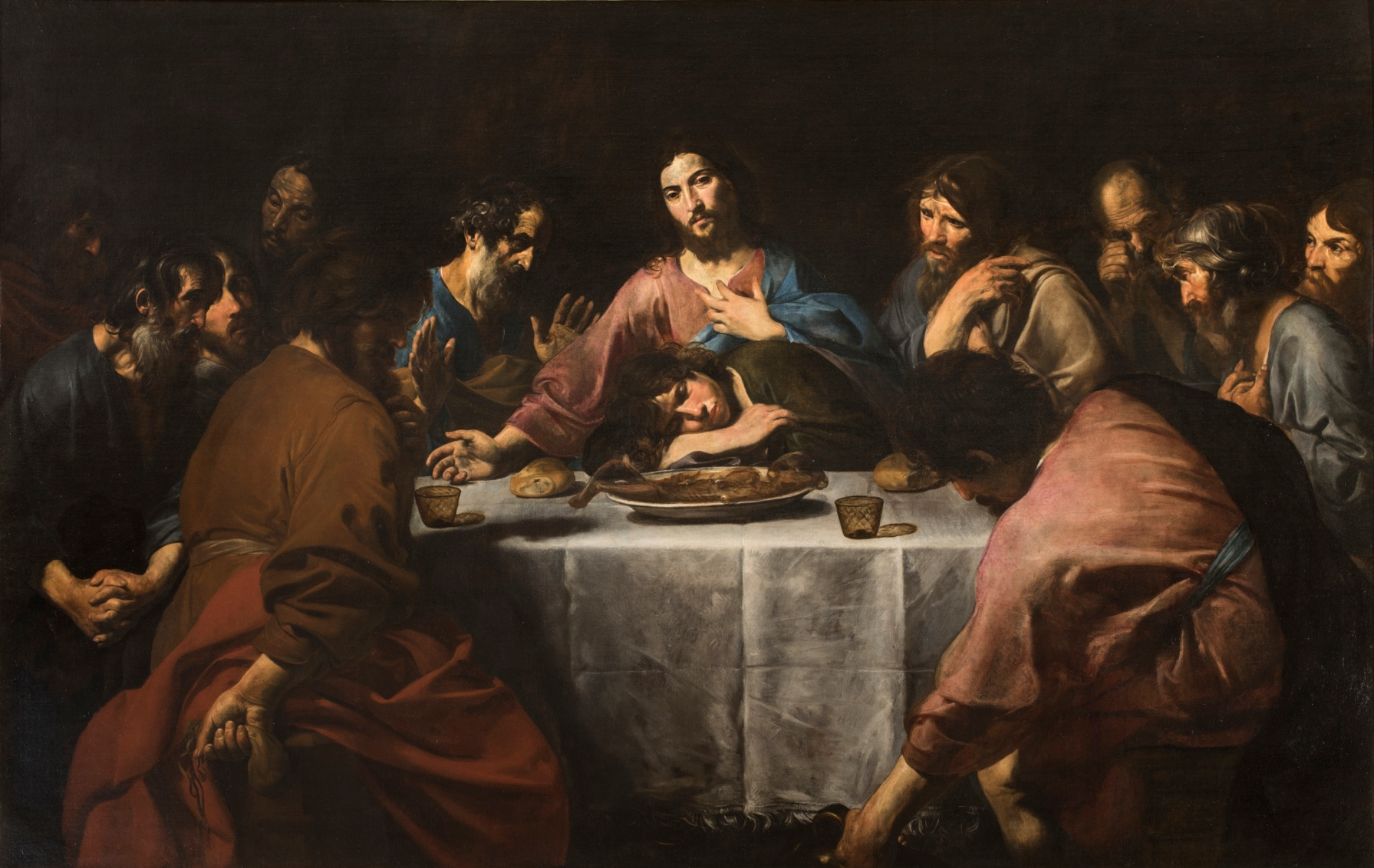
Valentin de Boulogne, 1625–26

## Lavatorio de pies y despedida
El Lavado de pies era un elemento de hospitalidad que normalmente realizaban los siervos o los esclavos, y una señal de gran respeto si lo hacía el anfitrión.  Se registra en Juan KJV, como precedente a la comida, y posteriormente se convirtió en una característica de la Semana Santa liturgia y la hospitalidad monástica de todo el año en diversas épocas y lugares, siendo realizada regularmente por los emperadores bizantinoss el Jueves Santo por ejemplo, y a veces formando parte de las ceremonias inglesas de Royal Maundy realizadas por el monarca.  Durante un tiempo formó parte de la ceremonia del Bautismo en algunos lugares. Aparece sobre todo en los ciclos de la Pasión de Jesús, a menudo junto a la comida de la Última Cena y con la misma importancia, como en los  Evangelios de San Agustín del siglo VI y el Salterio de Ingeborg del siglo XII, y también puede aparecer en los ciclos de la Vida de San Pedro.  Cuando el espacio es limitado, sólo pueden aparecer Jesús y Pedro, y muchas escenas muestran el asombro del Pedro, siguiendo a Juan. En los sarcófagos del siglo IV aparecen varias escenas, en un caso colocadas para que se correspondan con una escena de Poncio Pilato lavándose las manos.  Algunos tipos muestran a Jesús de pie mientras se enfrenta a Pedro; en otros se inclina o se arrodilla para realizar el lavado.  El tema tenía varias interpretaciones teológicas que afectaban a la composición, pero gradualmente se hizo menos común en Occidente hacia la Baja Edad Media, aunque hay al menos dos grandes ejemplos de Tintoretto, uno originalmente emparejado con una Última Cena.
El último episodio, mucho menos representado, es el discurso de despedida de Jesús a sus discípulos, en el que Judas Iscariote ya no está presente, habiendo abandonado la cena; se encuentra sobre todo en la pintura italiana del trecento. Las representaciones aquí son generalmente melancólicas, ya que Jesús prepara a sus discípulos para su partida.

Depictions of Washing of feet and farewell
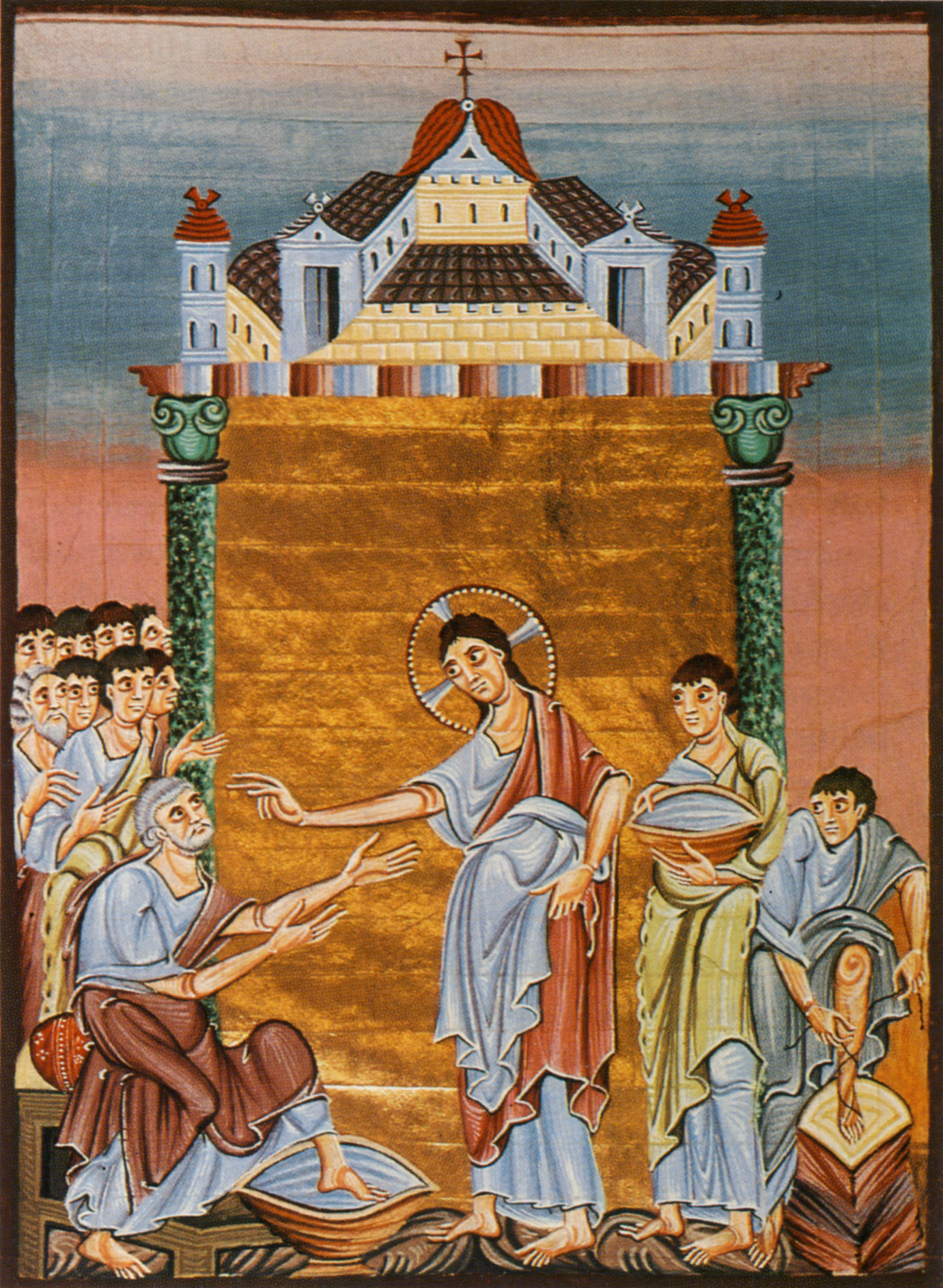
Cristo lavando los pies de los apóstoles en el Evangeliario de Otón III, siglos X-XI
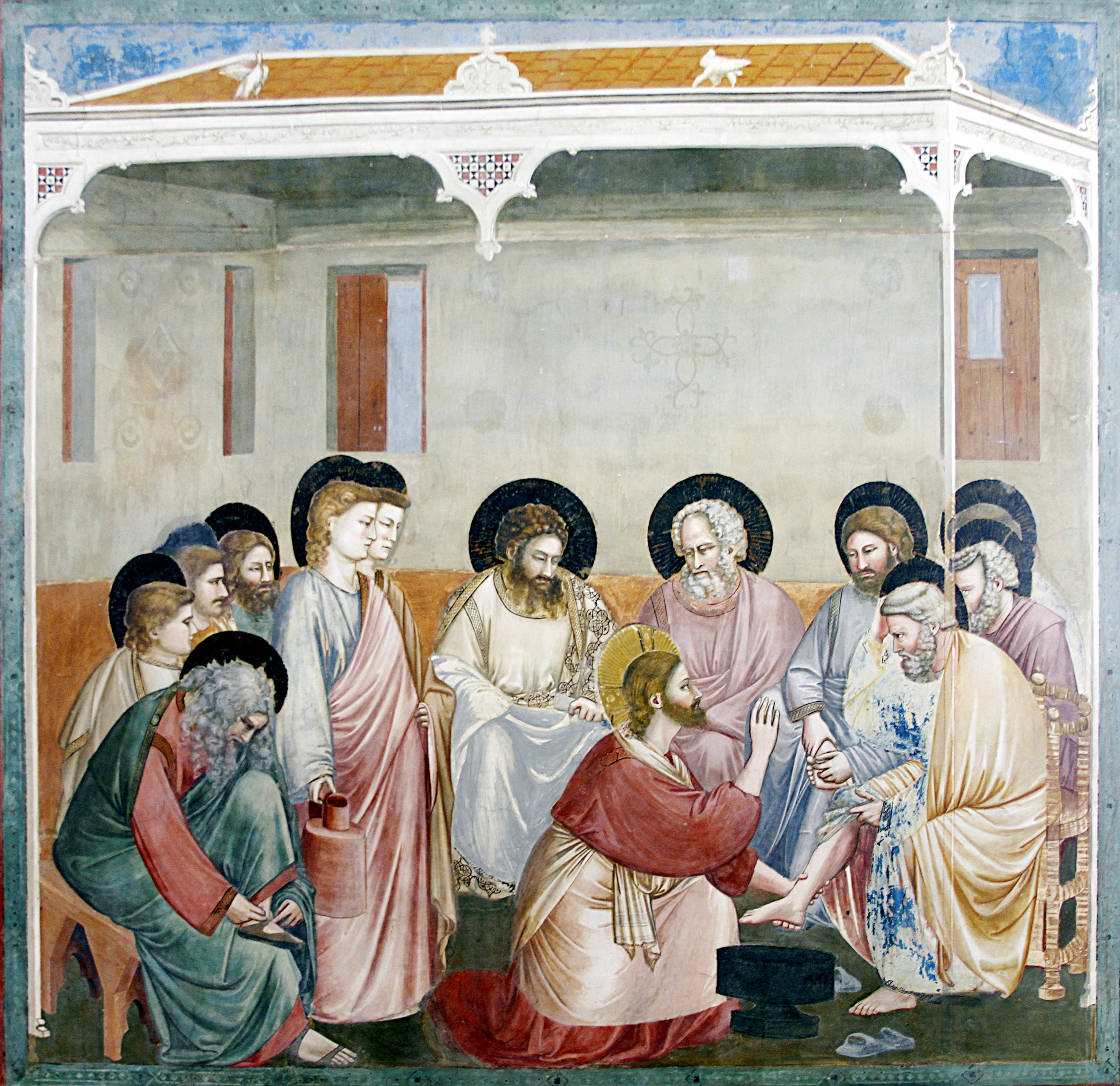
Cristo razonando con Pedro mientras le lava los pies, por Giotto di Bondone (Capilla Scrovegni), c. 1304–06
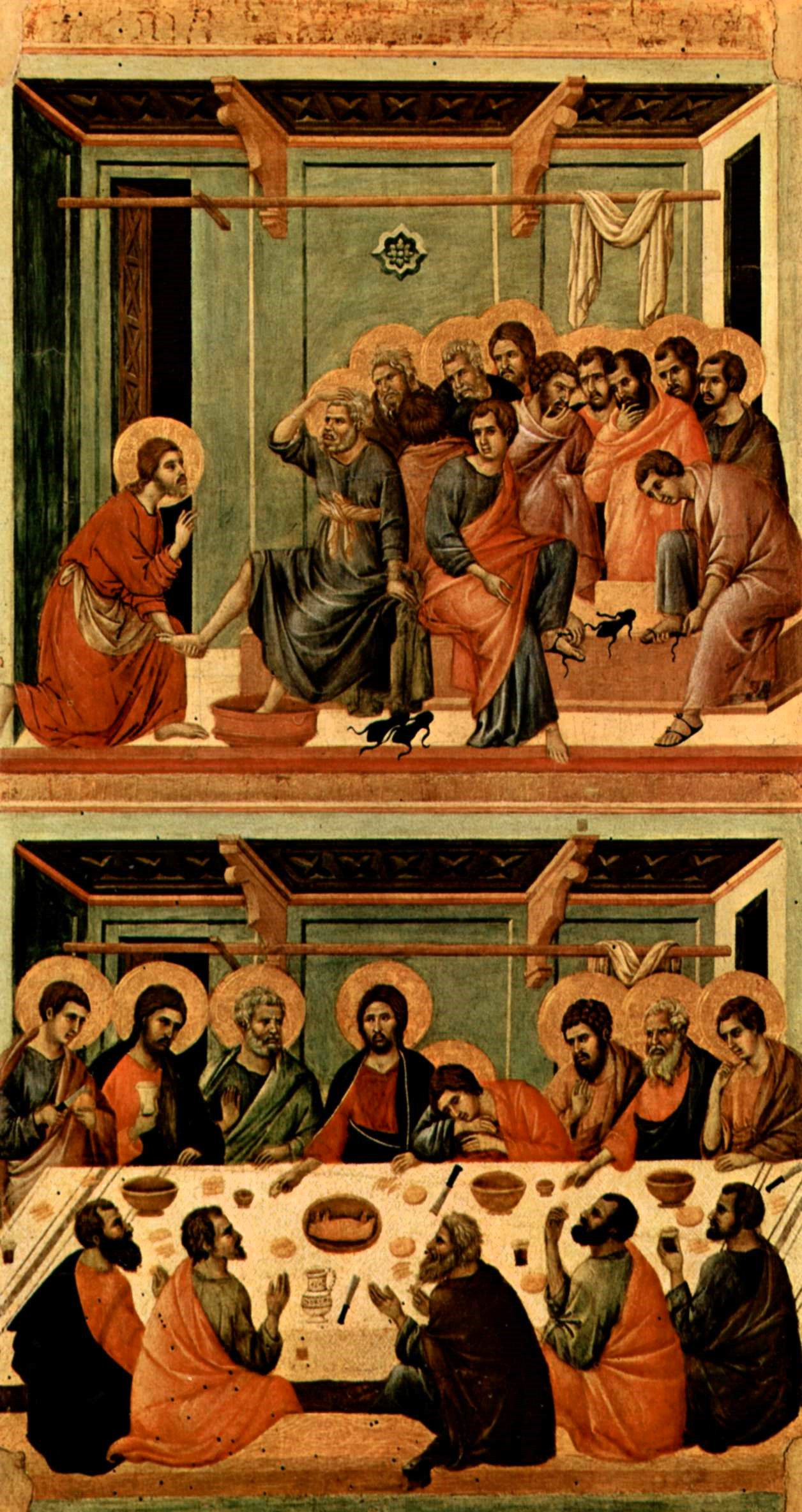
Última cena y lavatorio de pies, Maesta de Duccio, 1308-11
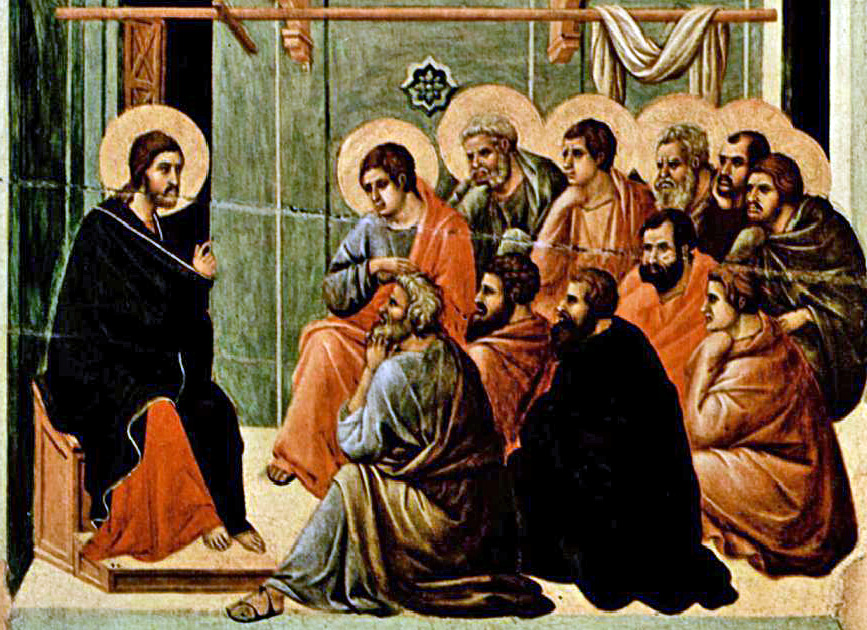
Jesús " despidiéndose ", Maesta de Duccio, 1308-11

## Ejemplos clave

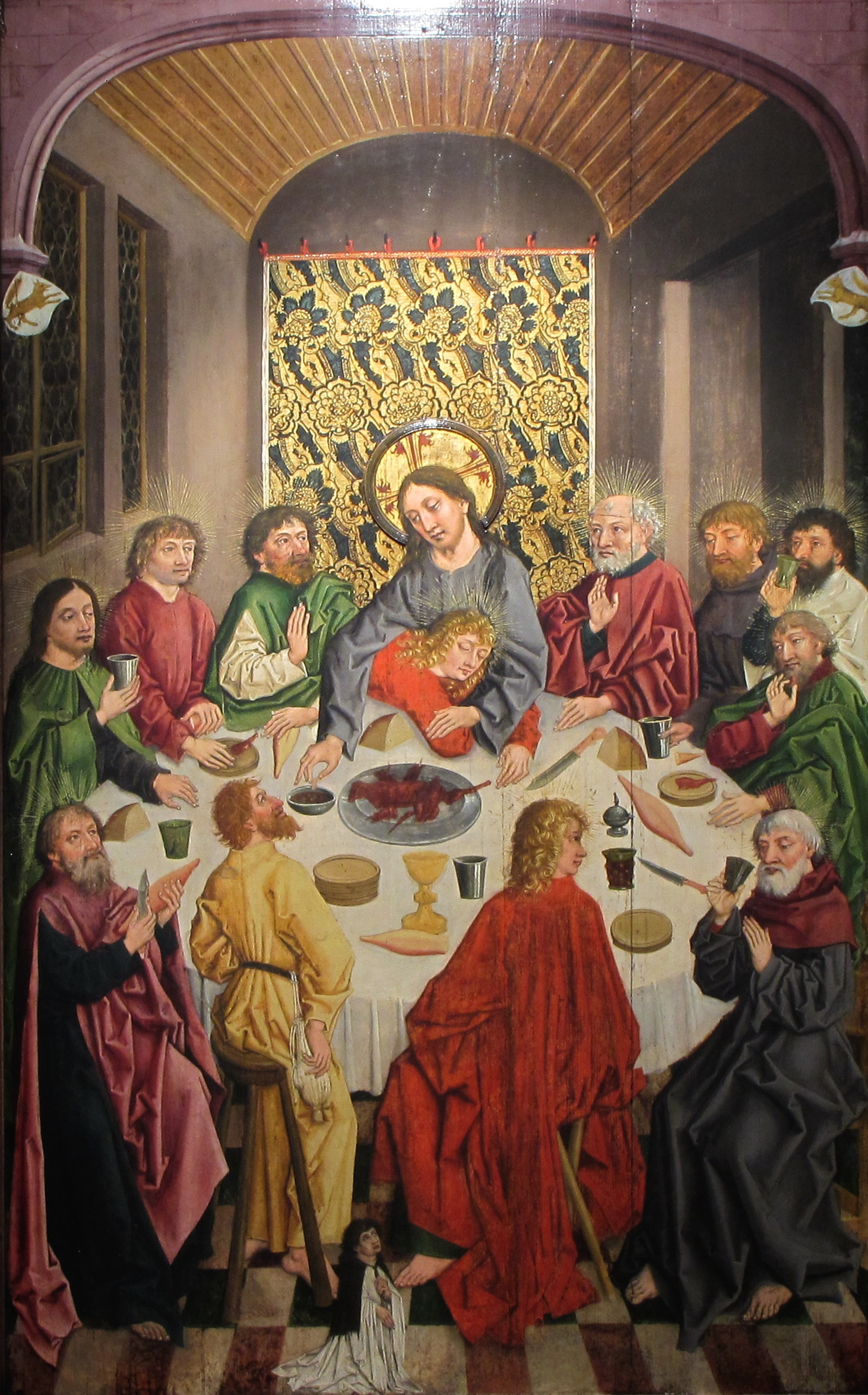
La Pasión de Cristo, hacia 1485-1490 (Iglesia Vieja de San Pedro, Estrasburgo). Juan se inclina y Judas de amarillo lleva sus treinta piezas de plata en una bolsa. La figura enana de abajo representa al donante de la pintura.

La representación de la Última Cena de Pietro Perugino (c. 1490) en Florencia muestra a Judas sentado por separado, y se considera una de las mejores obras de Perugino. Se encuentra en el convento que albergaba a las nobles florentinas. Tras su redescubrimiento se atribuyó inicialmente a  Rafael.
Representación de Leonardo da Vinci (finales de la década de 1490) que se considera la primera obra de arte del Alto Renacimiento por su alto nivel de armonía, utiliza el primer tema. Leonardo equilibró las distintas emociones de cada uno de los apóstoles cuando Jesús declaró que uno de ellos le traicionaría, y retrató los distintos atributos de la ira, la sorpresa y el shock. Es probable que Leonardo da Vinci ya estuviera familiarizado con La Última Cena de Ghirlandaio, así como con la de Castagno, y pintó su propia Última Cena de forma más dramática para contrastar con la quietud de estas obras, de modo que se mostrara más emoción.
La representación de Tintoretto (1590-1592) en la Basílica de San Giorgio Maggiore de Venecia, también representa el anuncio de la traición, e incluye personajes secundarios que llevan o cogen los platos de la mesa.

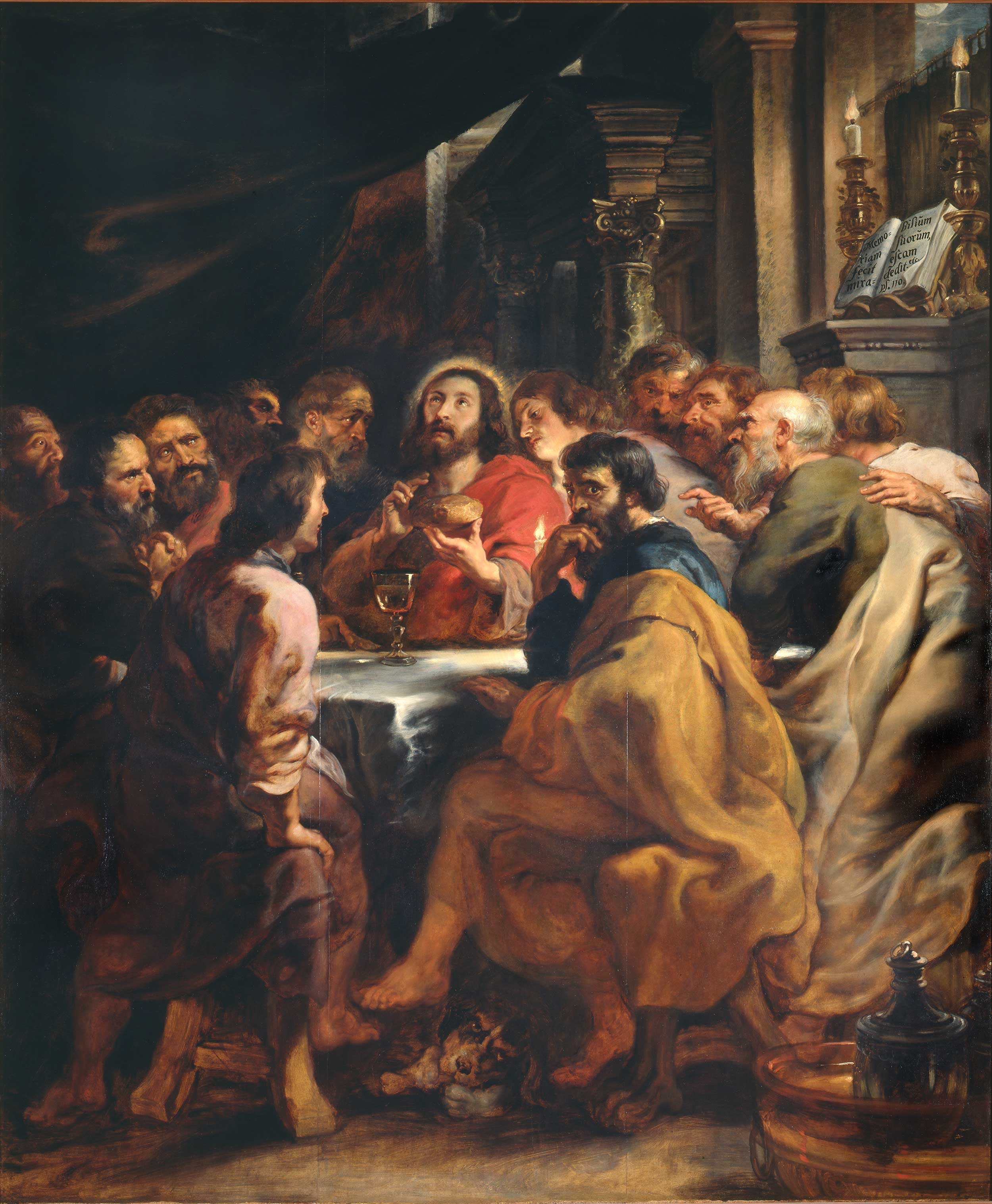
Pedro Pablo Rubens, Última Cena, 1630-31

Las figuras secundarias son mucho más numerosas en el enorme cuadro que ahora se llama Cena en casa de Leví de Veronese.  Este fue entregado en 1573 como una Última Cena a la Dominicos de Basílica de San Juan y San Pablo (Venecia) para su refectorio, pero Veronese fue llamado ante la Inquisición para explicar por qué contenía "bufones, alemanes borrachos, enanos y otras escurriduras por el estilo", así como trajes y escenarios extravagantes, en lo que es, en efecto, una versión fantasiosa de un festín patricio veneciano. A Veronese se le dijo que debía cambiar su cuadro en un plazo de tres meses -de hecho, simplemente cambió el título por el actual, que sigue siendo un episodio de los Evangelios, pero uno menos central desde el punto de vista doctrinal, y no se dijo nada más.
El retablo de la iglesia principal de la casa de Martín Lutero en Wittenberg es obra de Lucas Cranach el Viejo (con su hijo y su taller), con una representación tradicional de la Última Cena en el panel principal, con la salvedad de que el apóstol al que se le sirve la bebida es un retrato de Lutero, y el servidor puede ser uno de Cranach. Cuando se instaló el cuadro en 1547, Lutero ya había muerto. Otros paneles muestran a los teólogos protestantes Philipp Melanchthon y Johannes Bugenhagen, pastor de la iglesia, aunque no en escenas bíblicas. Otras figuras de los paneles son probablemente retratos de personajes de la ciudad, ahora inidentificables. Otra obra, el Retablo de los Reformadores en Dessau, de Lucas Cranach el Joven (1565, ver galería) muestra a todos los apóstoles, excepto Judas, como eclesiásticos o nobles protestantes, y ahora es el Cranach más joven el que aparece como copero. Sin embargo, estas obras son raras, y las pinturas protestantes pronto volvieron a las representaciones más tradicionales.
En La última cena de Rubens, se puede ver en la escena un perro con un hueso, probablemente una simple mascota. Puede representar la fe, los perros son tradicionalmente símbolos y representan la fe. Según J. Richard Judson el perro cerca de Judas, tal vez representando la codicia, o representando el mal, como el compañero de Judas, como en John 13:27.
 El sacramento de la última cena, la representación de Salvador Dalí, combina los temas típicos cristianos con los planteamientos modernos del surrealismo y también incluye elementos geométricos de simetría y proporción poligonal.

## Galería

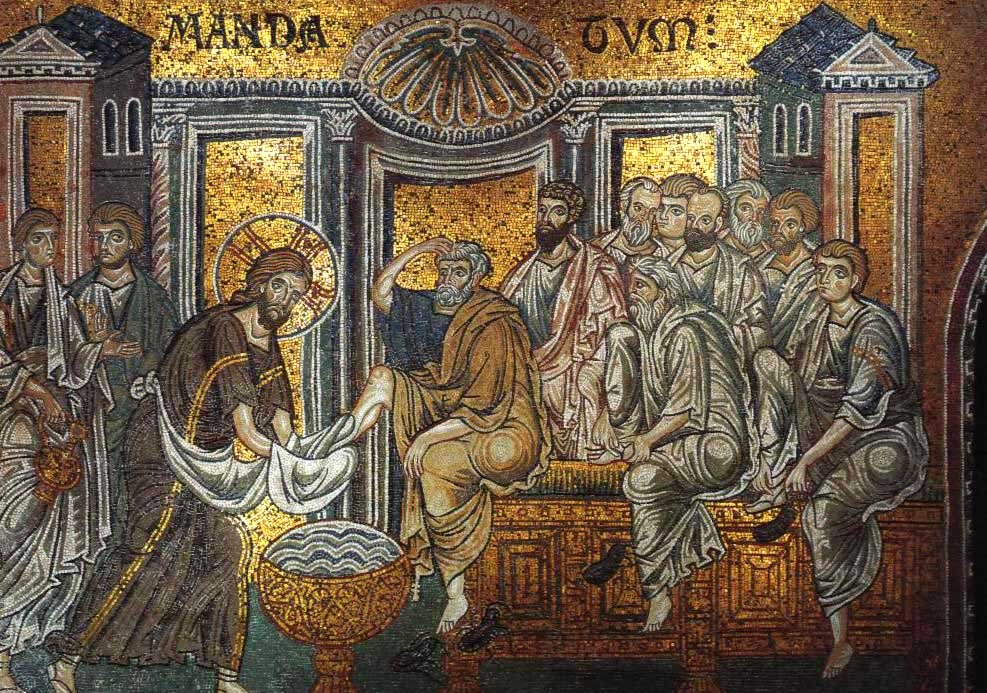
Mosaico bizantino del lavatorio de los pies de los discípulos, en la Catedral de Monreale, Italia
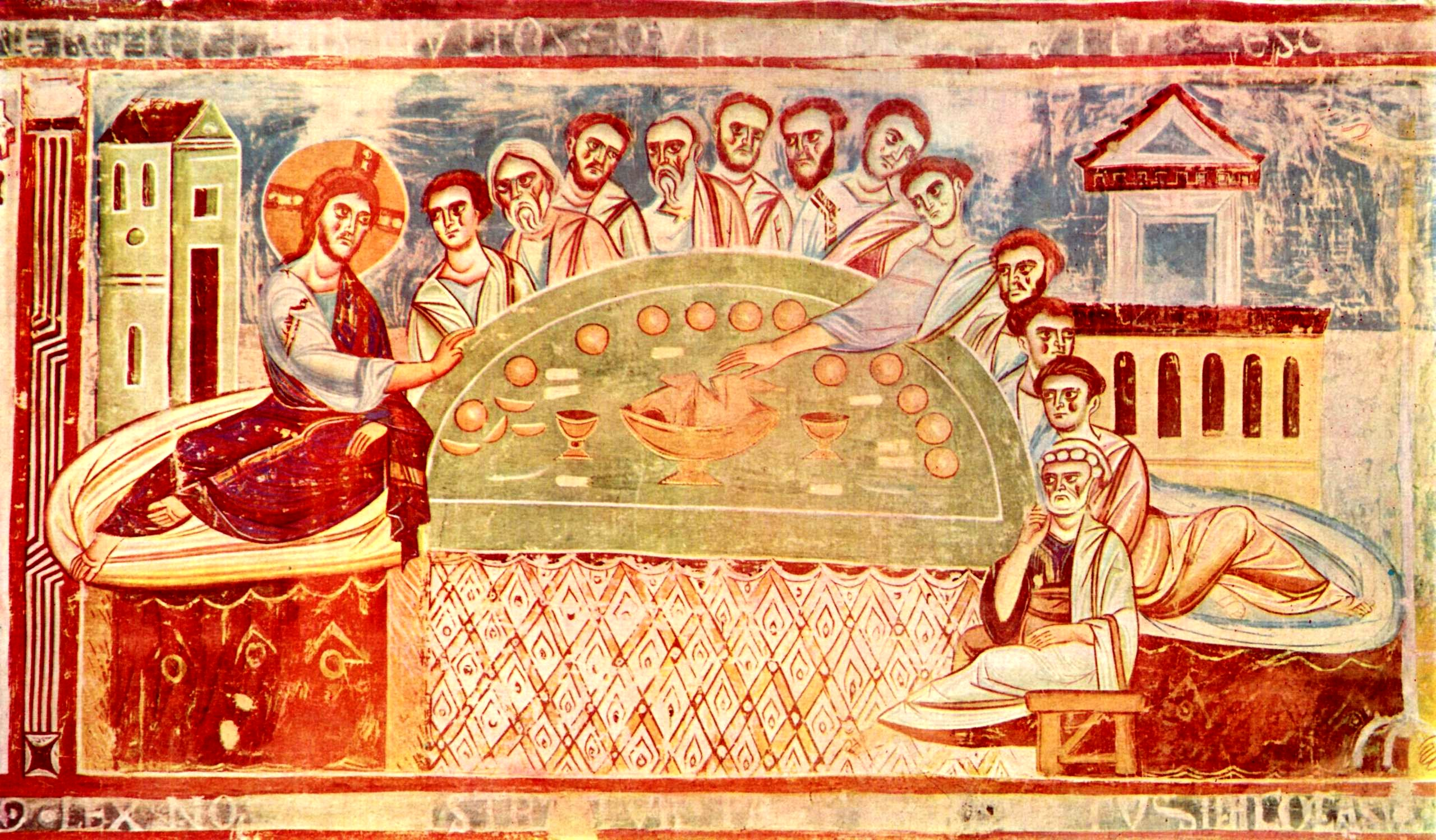
Judas alcanza la comida; Escuela de Monte Cassino , c. 1100, Sant'Angelo in Formis, Capua , todavía usando divanes romanos.
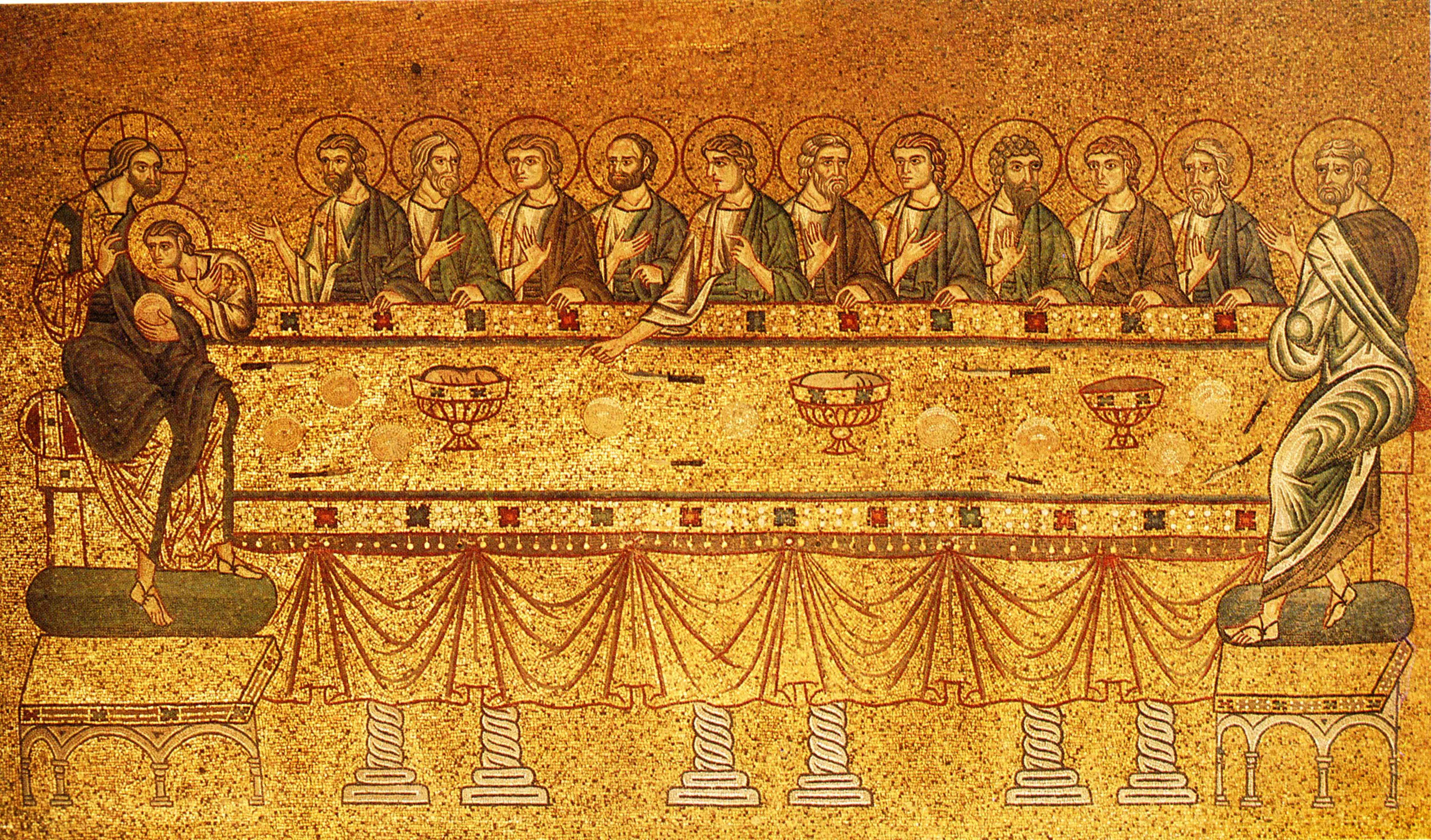
Basílica de San Marcos, Venecia, siglo XIII, Judas alcanzando
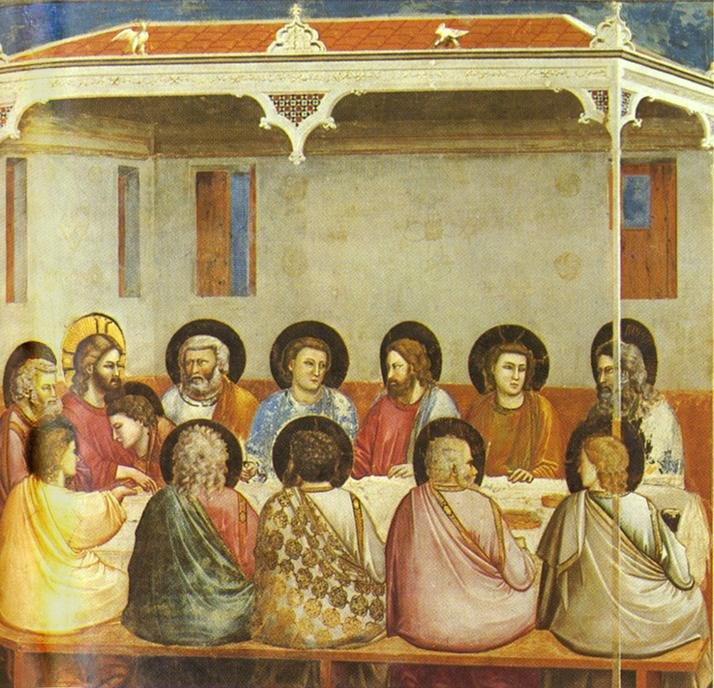
Giotto, Capilla de los Scrovegni , 1305, con halos planos en perspectiva; la vista desde atrás causa dificultades y el halo de Juan tiene que reducirse de tamaño
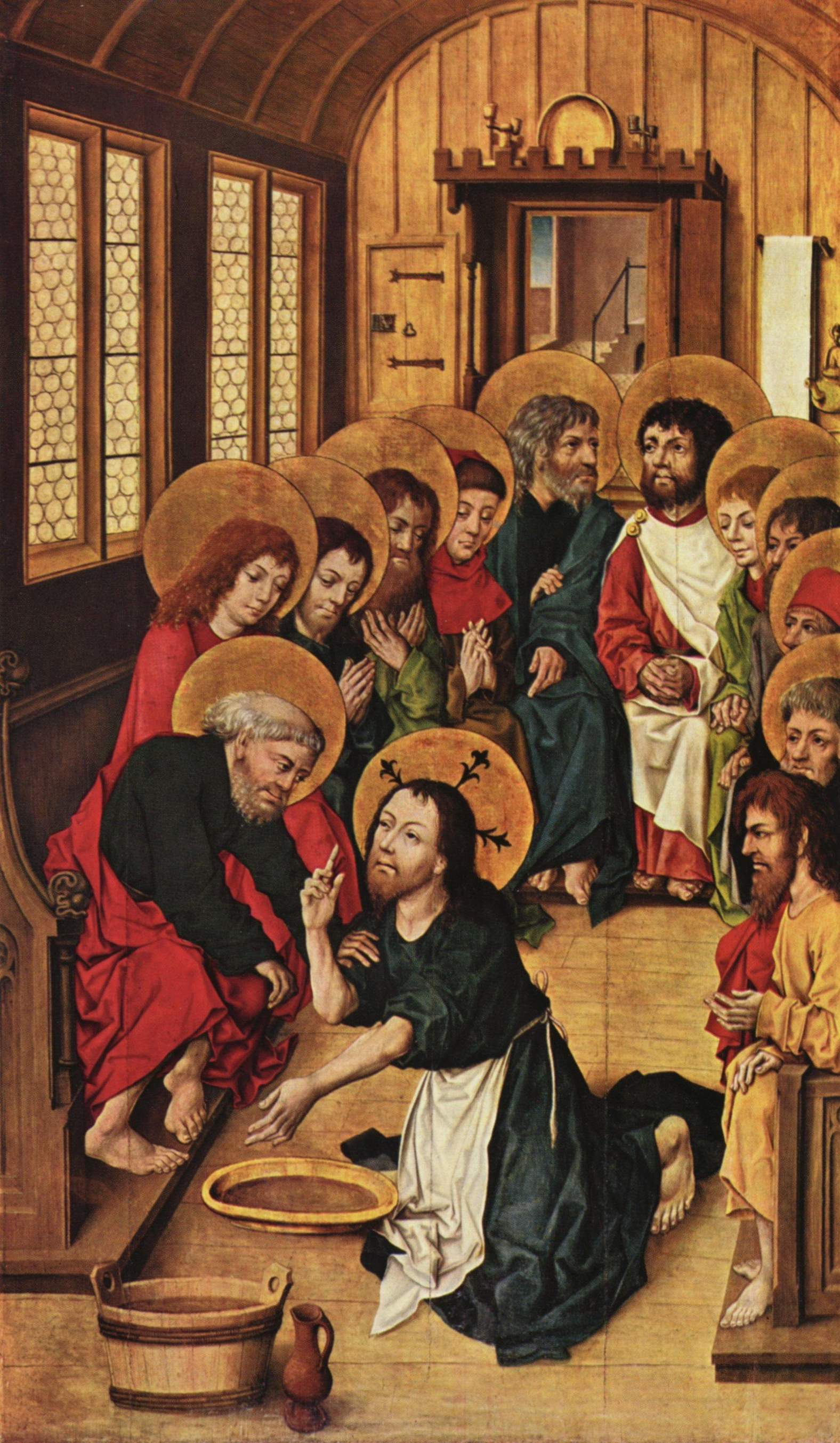
Cristo lavando los pies a los apóstoles de Meister des Hausbuches, 1475; solo Judas (cerca de la derecha) carece de un halo
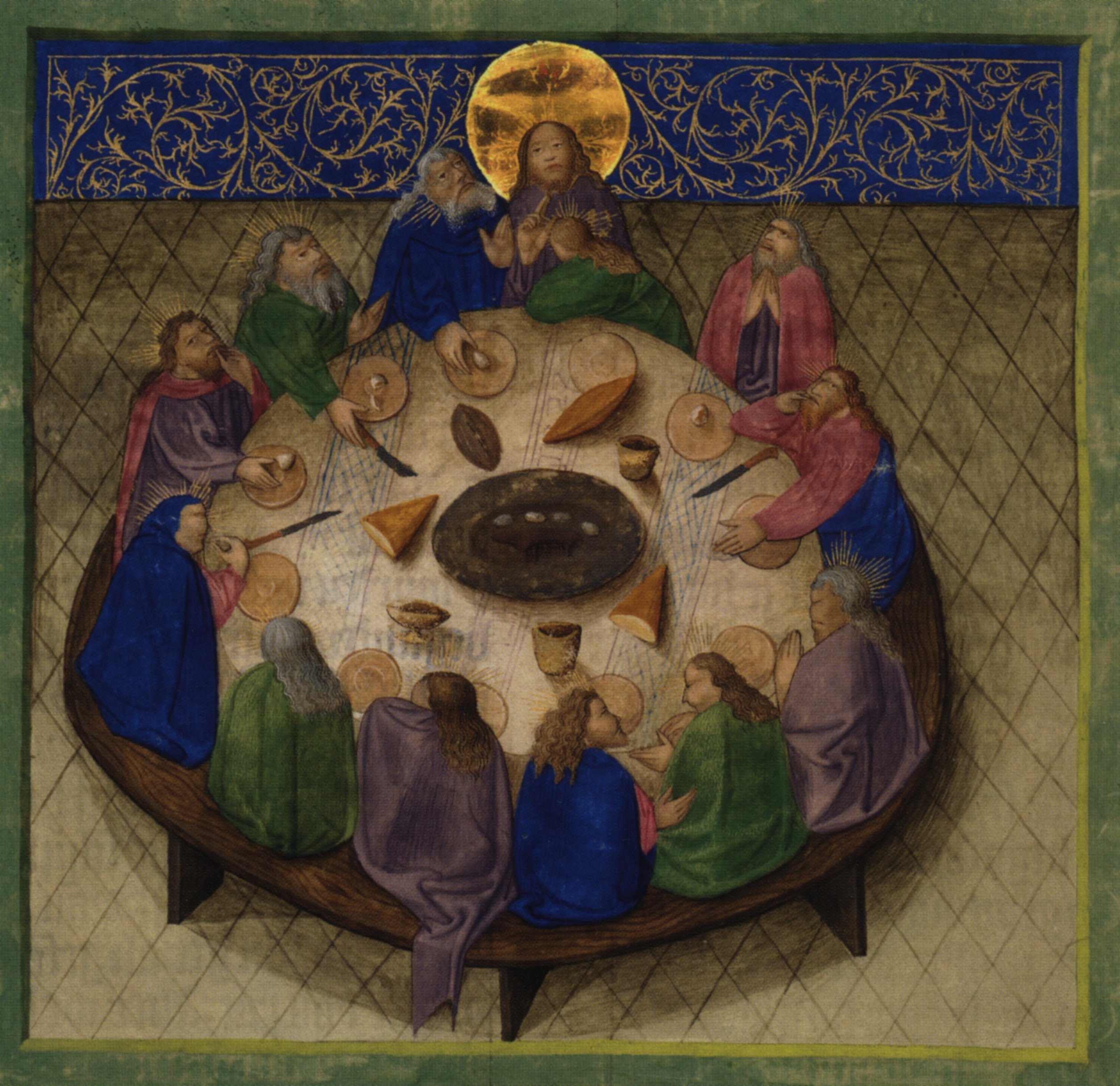
Ottheinrich Folio, p. 40v: Última Cena, Mt 26:20–29
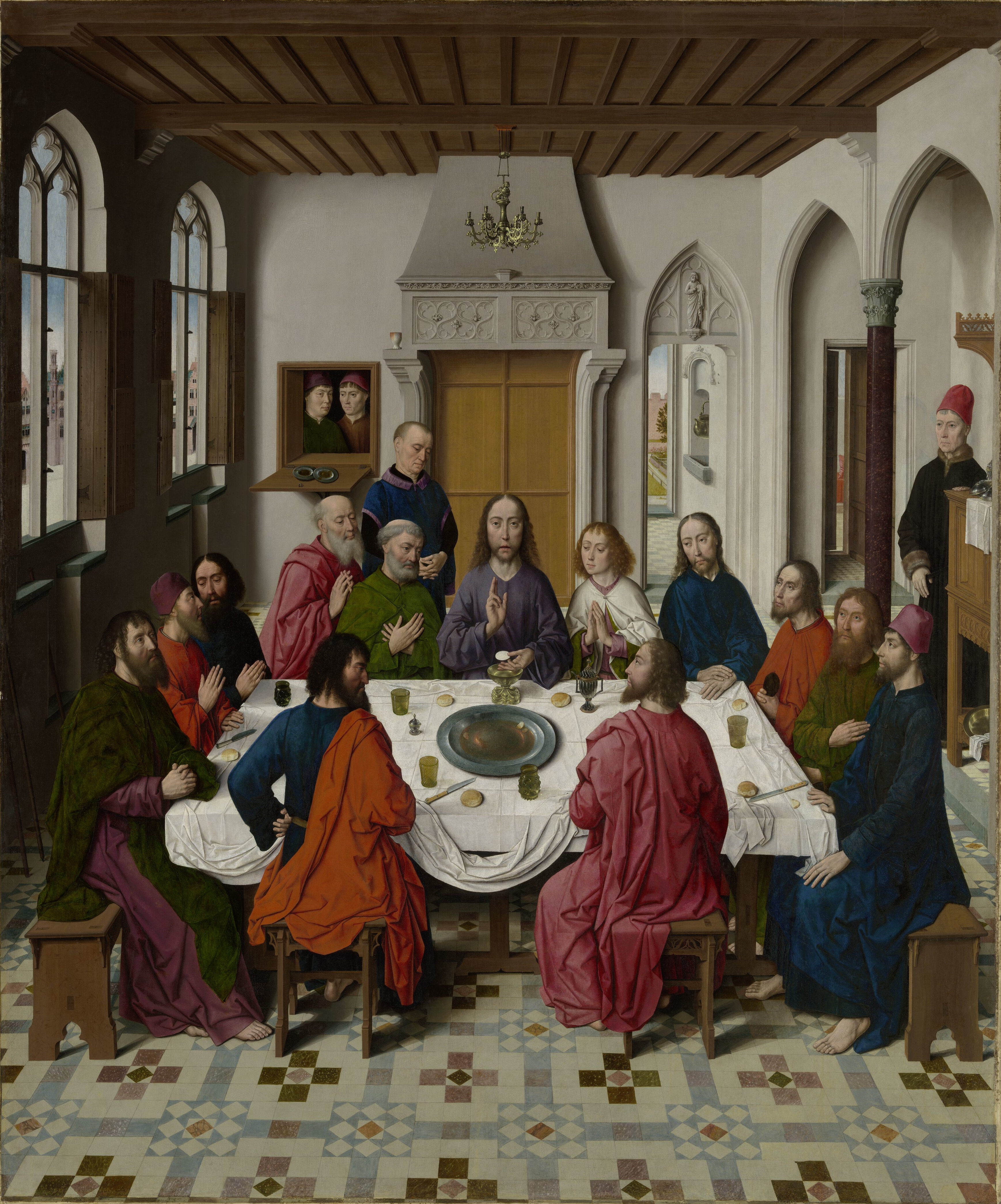
Última Cena por Dieric Bouts, 1464-1467
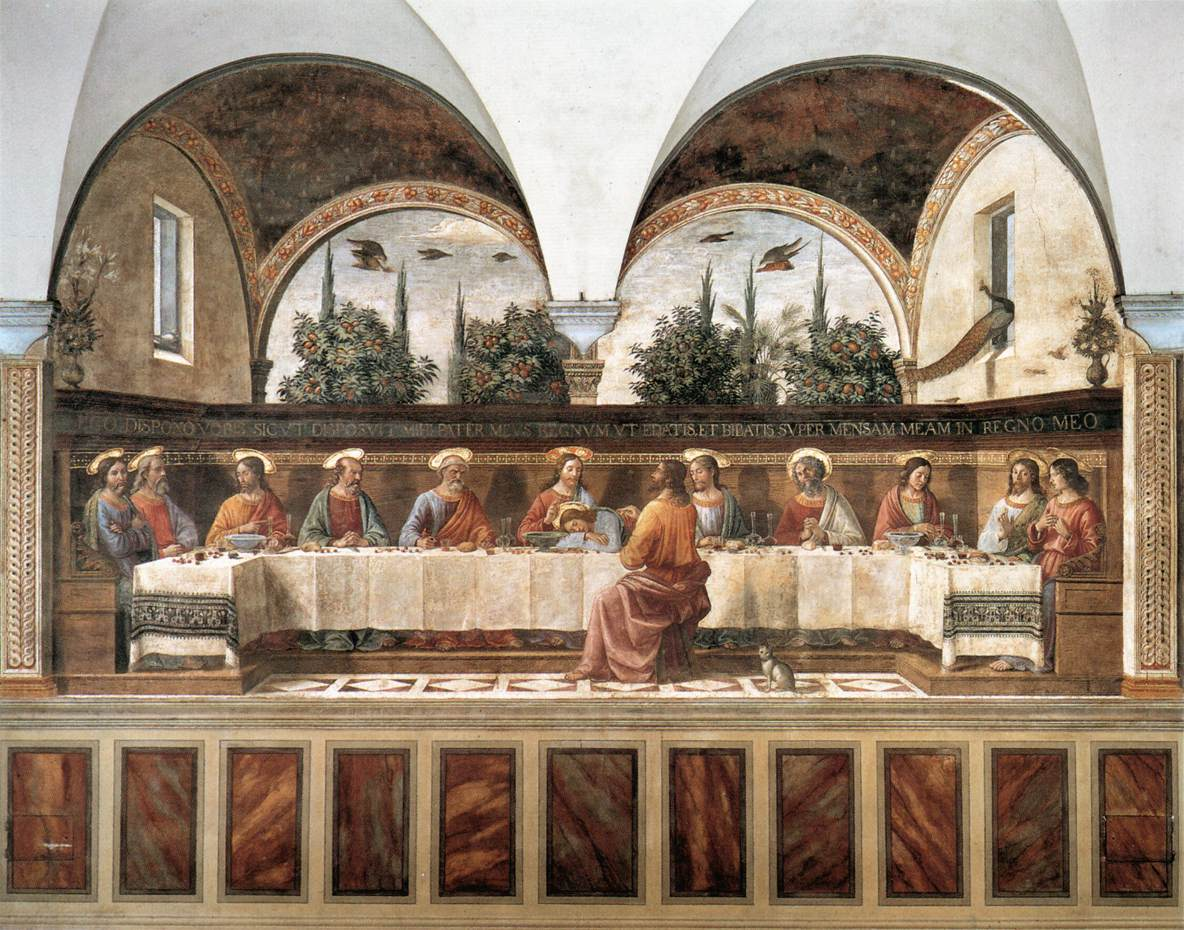
Última Cena de Domenico Ghirlandaio , 1480, que representa a Judas por separado
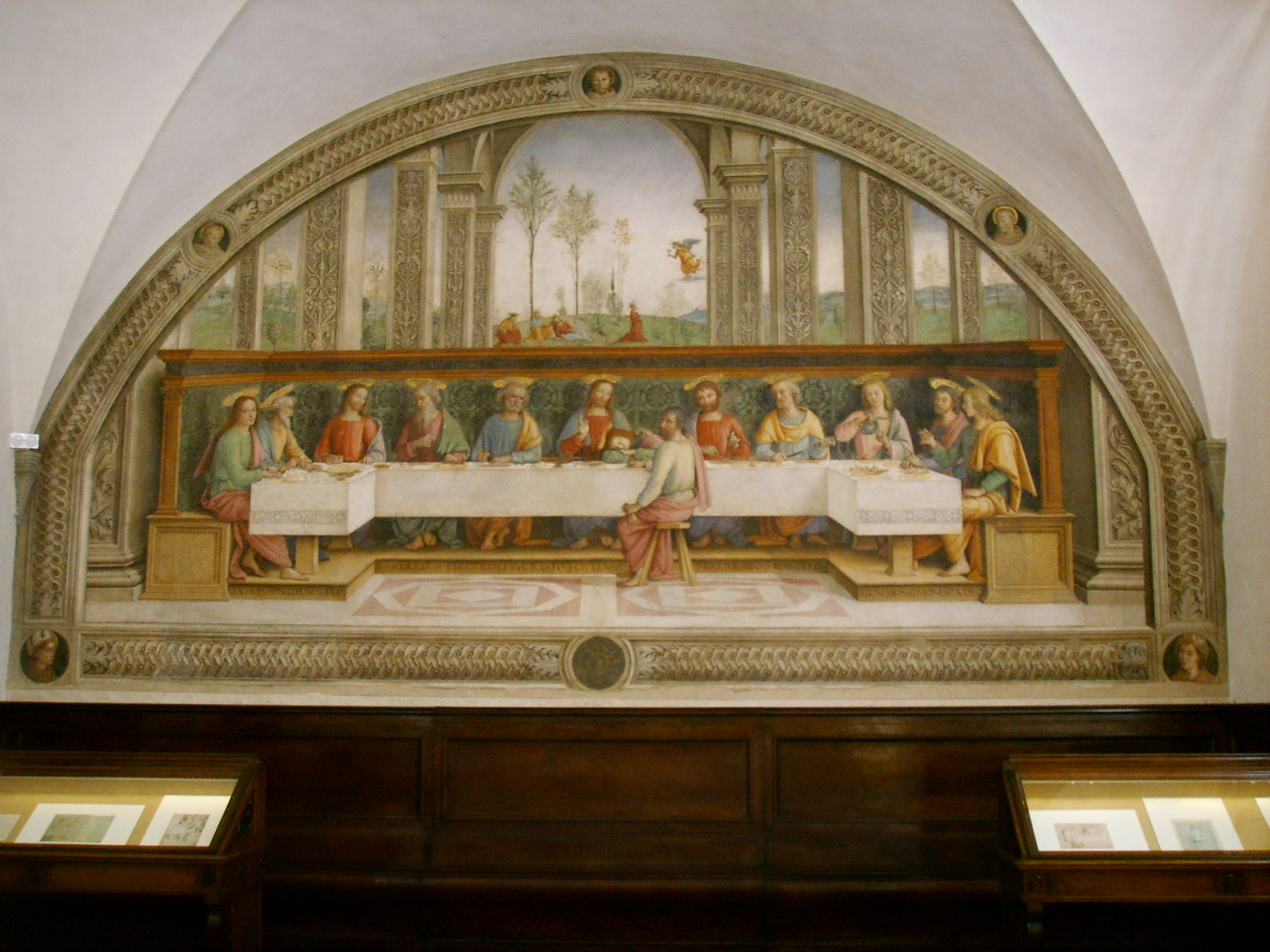
Última cena de Pietro Perugino, que representa a Judas por separado, 1493-1496
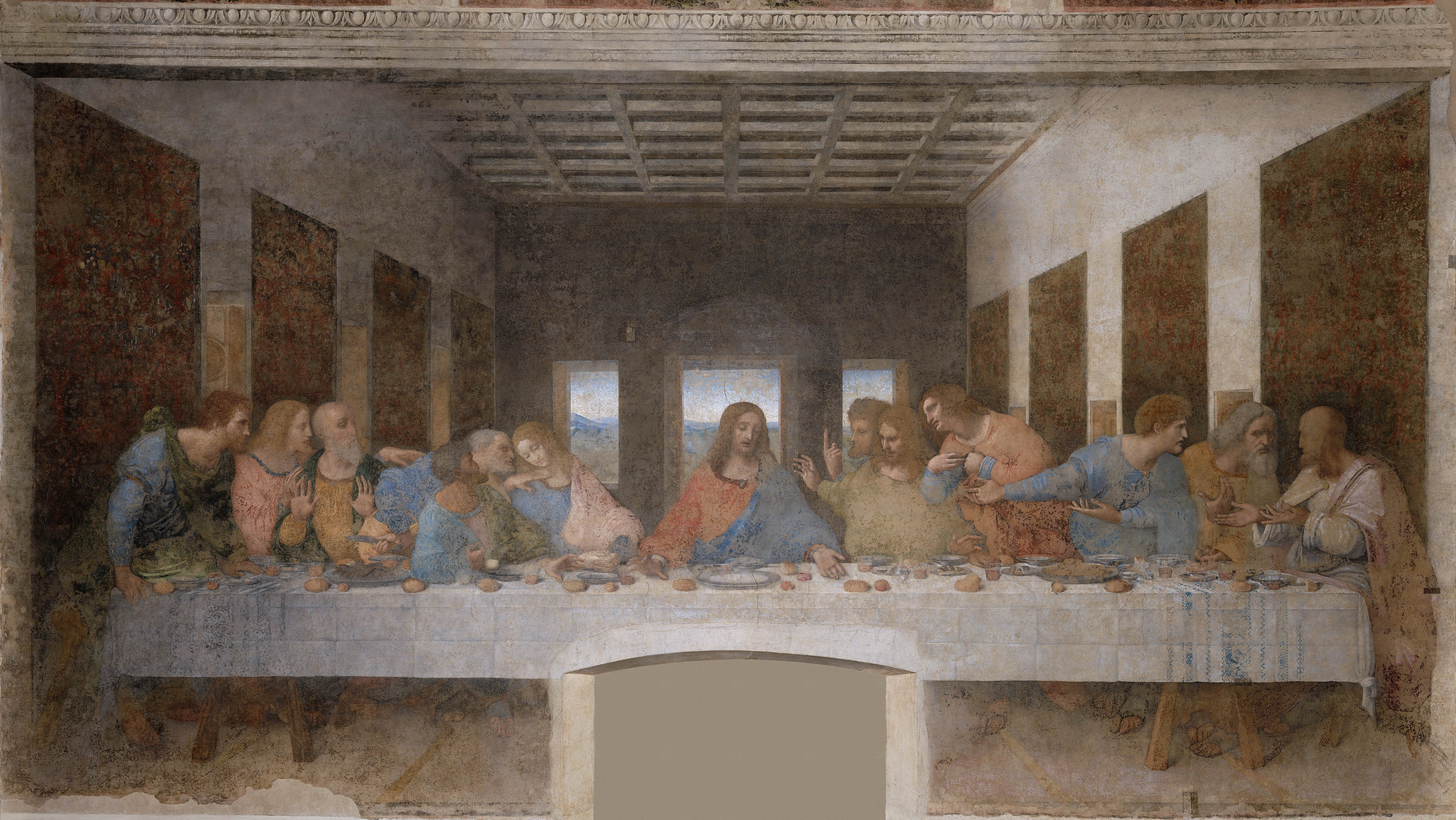
La Última Cena de Leonardo da Vinci, 1498
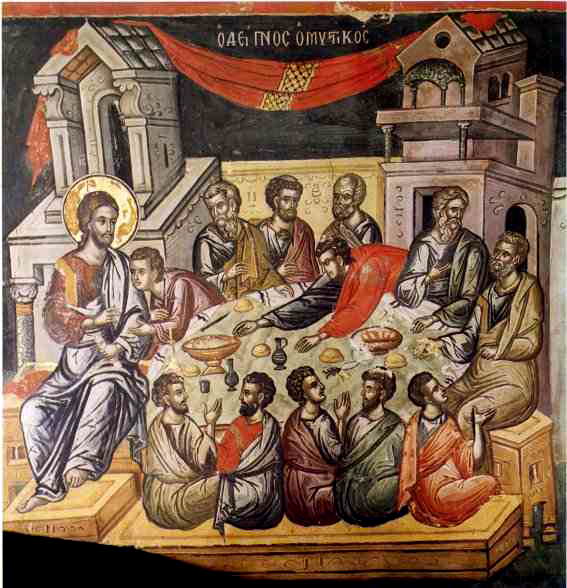
Judas alcanza la comida; Teófanes el Cretense, siglo XVI
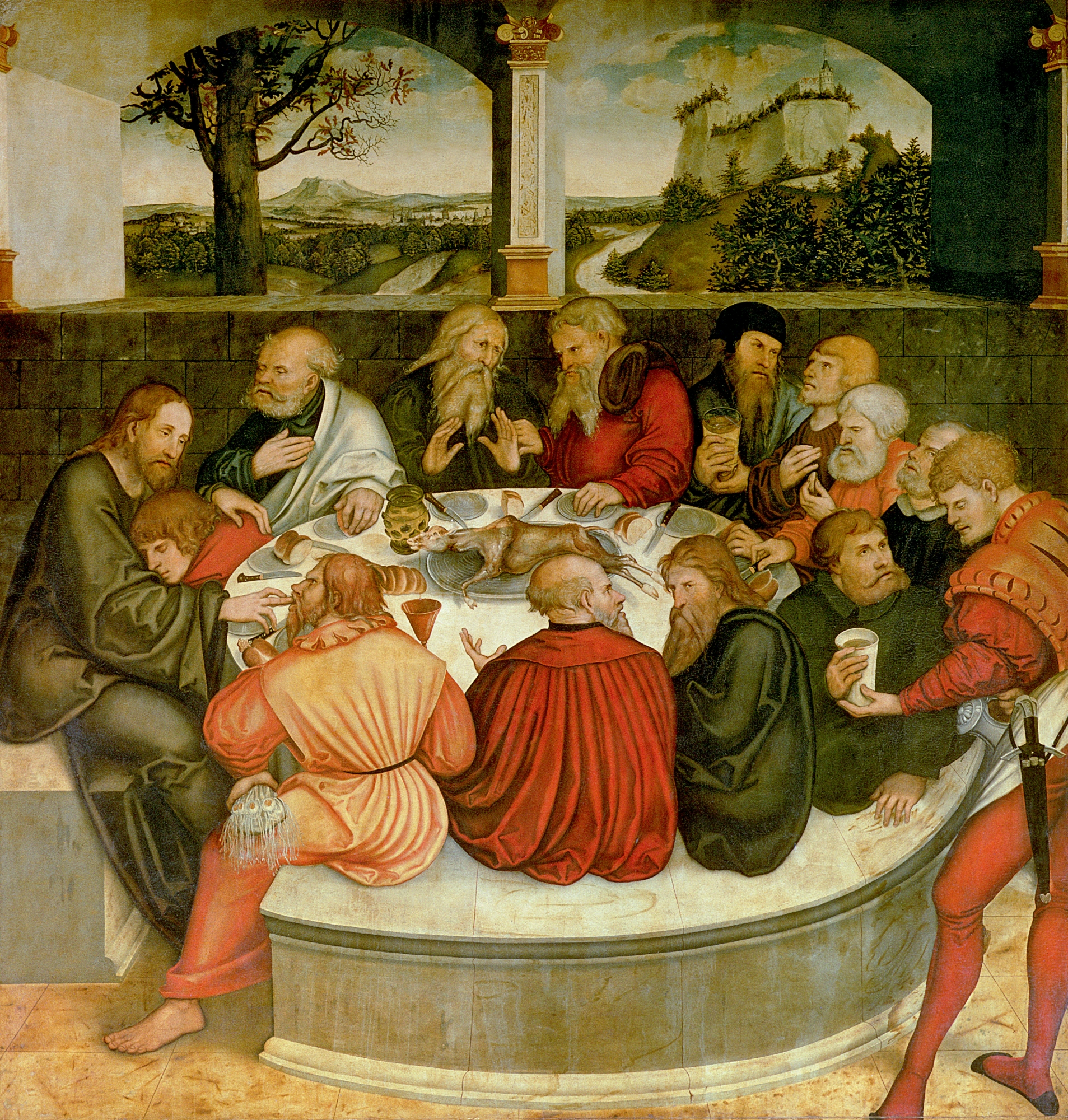
Versión protestante de Lucas Cranach el Viejo , 1547, panel central del retablo de la Iglesia de Santa María , Wittenberg , Alemania . siglo XVI
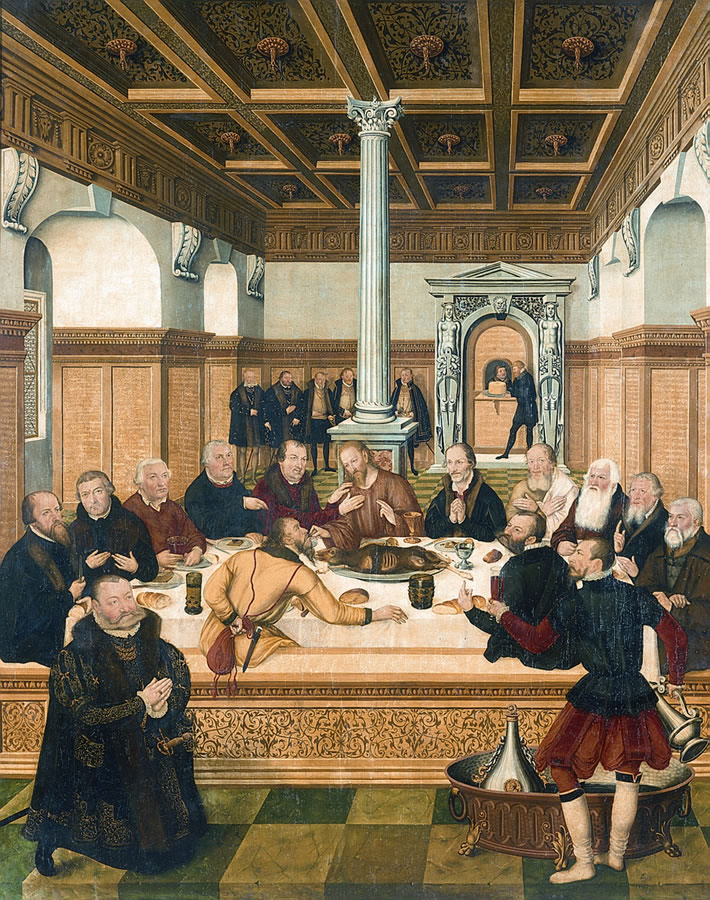
Versión protestante de Lucas Cranach el Joven , 1565, con los principales reformadores retratados como los Apóstoles y el Elector de Sajonia arrodillado.
Paolo Veronese, en la llamada Cena en casa de Leví, 1573